# Prey (software)

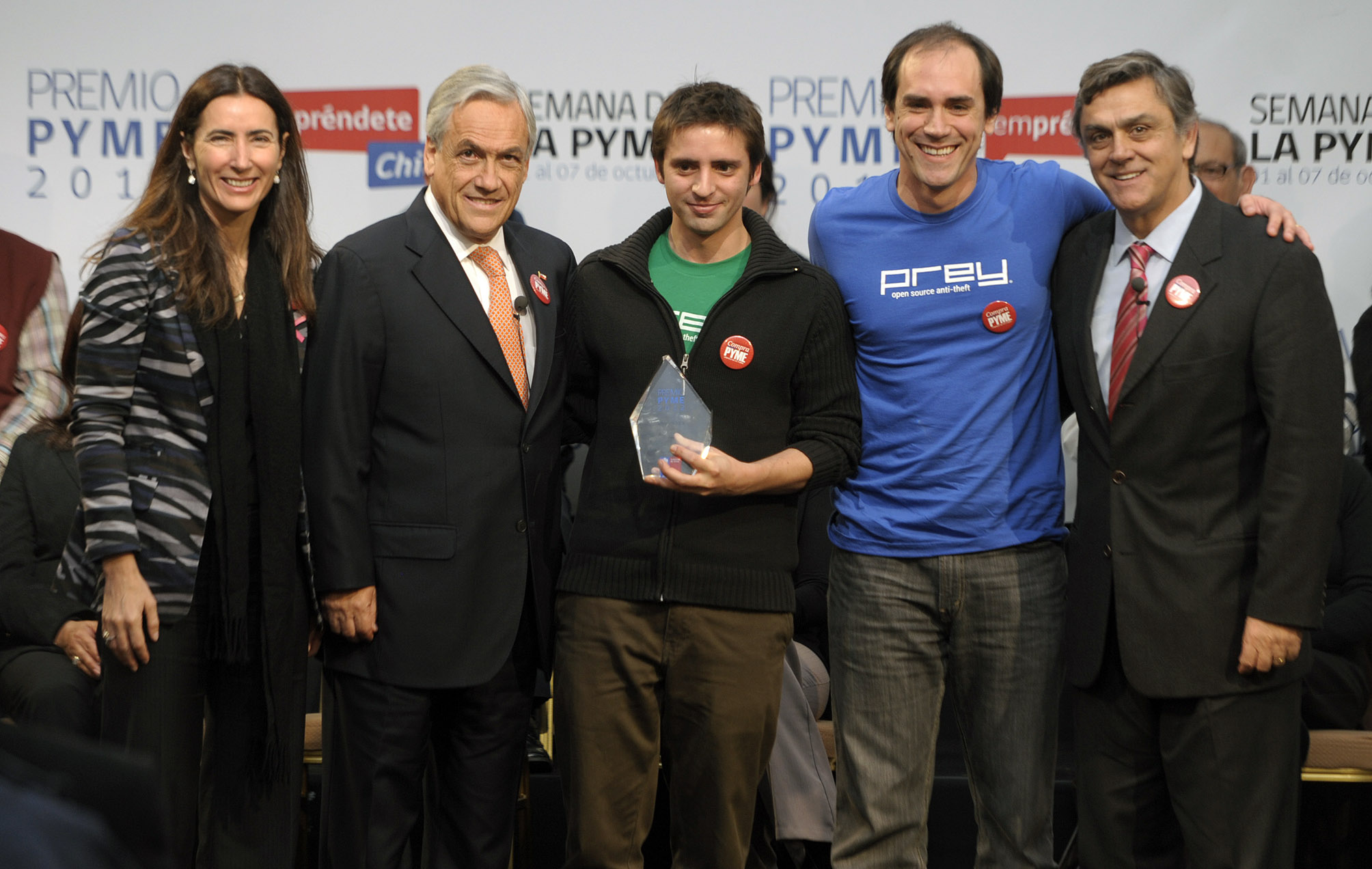
Creadores de Prey recibiendo el «Premio Pyme 2012» de manos del presidente Sebastián Piñera.

Prey es un software y plataforma en línea para el rastreo, administración y protección de computadores portátiles y dispositivos móviles con alternativas personales y empresariales. El servicio es desarrollado por la empresa Chilena Prey Inc., empresa sucesora de la compañía fundadora del software, Fork Ltd.
Prey fue originalmente ideado por el desarrollador Tomás Pollak que junto a Carlos Yaconi, actual CEO de la empresa, fundó Fork Ltd. y liberó la primera versión de Prey para Linux. Hoy día el servicio es multiplataforma y está presente en la mayoría de los sistemas operativos disponibles para laptops, tabletas y teléfonos móviles.
El servicio de Prey es propiedad de Prey Inc., una pequeña empresa de software que opera en Chile y San Francisco (California). Al día de hoy, Prey cuenta con más de 7.000.000 de usuarios, y protege más de 8.800.000 dispositivos en más de 230 países. El servicio se puede obtener de manera gratuita, con el plan de protección básica personal, o en su versión paga con funcionalidades extendidas. Esta última ofrece herramientas de protección de datos para personas, y una suite de gestión de flotas para empresas, organizaciones educativas y/o sin fines de lucro.

## Funcionamiento
Prey nació como un software antirrobo para la recuperación de dispositivos móviles y evolucionó a un sistema de gestión remota y de protección de datos a lo largo de sus 10 años de trayectoria. El servicio funciona a través de un cliente, o aplicación, instalado en los equipos a proteger. Este se comunica de manera remota con un Panel de Control En línea, al cual se puede acceder a través de la aplicación en Android e iOS, a través  de cualquier explorador de internet. La aplicación está disponible en la Play Store, App Store, y el sitio web de Prey.
Desde el Panel de Control, el usuario puede rastrear la ubicación de sus dispositivos, activar acciones de seguridad de forma remota, y configurar herramientas de administración y monitoreo como las Zonas de Control (geovallas) para la detección de movimiento, o reacciones automatizadas ante eventos de inseguridad. El agente instalado en el dispositivo es software libre y de código abierto.

## Empresa
Prey Inc. es una empresa privada regida bajo las leyes de los Estados Unidos que desarrolla y comercializa software en formato de servicio. Actualmente tiene oficinas en San Francisco y su sede principal reside en Santiago de Chile.

## Características
Prey ofrece una variedad de funcionalidades dedicadas a la protección de laptops, móviles y tabletas, sus datos, y la administración de flotas de estos dispositivos en el caso de los planes empresariales. Objetivamente, las características de Prey se pueden dividir en cuatro segmentos: rastreo y ubicación, seguridad móvil, protección de datos y administración de flotas.

### Rastreo y Ubicación
La principal herramienta de Prey es el rastreo de equipos móviles de manera remota, y el monitoreo activo de movimientos para la detección de conflictos como el robo y la pérdida. El servicio también ofrece reacciones automáticas ante la detección de movimientos no deseados, ejecutando seguridad remota al detectar el evento.
- Rastreo por GPS, Triangulación WiFi y GeoIP: Prey utiliza tres tecnologías de rastreo dependiendo del dispositivo y la tecnología que este tenga disponible. Se prioriza el GPS cuando está presente, pero se dispone de la triangulación de redes WiFi y el GeoIP para ubicar laptops y tabletas sin GPS.

- Historial de Ubicaciones: El usuario puede acceder a un registro por equipo que visualiza las ubicaciones pasadas en un mapa, segmentadas por día y actividad.

- Zonas de Control: Funcionalidad de Geovalla. El usuario puede delimitar áreas en un mapa en las cuales Prey monitoreará el movimiento de dispositivos y reaccionará, según especifique el usuario, a la entrada y salida de equipos vinculados.

- Vista Global: Vista de mapa que muestra la ubicación de todos los dispositivos vinculados a la cuenta.

- Preferencias de Rastreo: Configuración que permite cambiar entre un rastreo activo e inteligente, y el rastreo de ubicación manual.

### Seguridad Móvil
Para ayudar a combatir y prevenir el robo y la pérdida de dispositivos móviles, Prey ofrece una cartera de funcionalidades que permiten reaccionar de forma rápida y hacer un seguimiento continuo a equipos que se reconocen como perdidos.
- Bloqueo Remoto: Activa un bloqueo de pantalla en el dispositivo con una contraseña personalizada que impide su uso.

- Alarma: Suena una alarma en el dispositivo que no puede ser silenciada para apoyar el proceso de recuperación.

- Mensaje de Alerta: Envía un mensaje al dispositivo para contactar a quien tenga posesión del mismo e intentar coordinar un contacto.

- Marcar Como Perdido: Identifica al equipo como perdido y comienza un proceso de recuperación de evidencia a través de reportes continuos que indican ubicación, características del equipo, junto a fotografías de ambas cámaras y capturas de pantalla que ayuden a identificar al perpetrador.

- Acciones de Zona de Control: Configura reacciones automáticas, como el bloqueo remoto o la alarma, para que se activen cuando un equipo sale o entra de una Zona de Control.

### Protección de Datos
Los planes pagos de Prey acceden a funcionalidades que buscan proteger los datos del usuario en el dispositivo perdido para proteger su privacidad e información del perpetrador.
- Borrado Remoto: Borra información en el dispositivo a distancia, como directorios, cookies, correos y archivos de servicios locales.

- Recuperación de Archivos: Selecciona y recupera archivos específicos de un dispositivo a distancia, enviándolos al correo del usuario.

### Administración de Flotas
El plan Empresarial, destinado a organizaciones que necesitan administrar flotas corporativas de equipos móviles, dispone de herramientas que facilitan el proceso y ayudan al administrador a organizar sus equipos.
- Etiquetado Personalizado: Agrupa equipos según características, uso, o usuarios asignados, y accede a filtros de búsqueda por hardware o sistema operativo.

- Acciones Programadas: Agenda acciones recurrentes, o de único uso, que se ejecutan de manera automática y continua de ser necesario.

- Inventariado: Mantiene un registro de características de la flota, su estado, y ofrece un vistazo rápido de la salud de tus dispositivos.

- Préstamo de Equipos: Permite configurar préstamos de dispositivos a través de Prey, que se encargará de mantener registro del usuario, hacer seguimiento al préstamo, notificar al momento de su expiración y proteger el equipo si no es devuelto.

- Dashboard de Estado de Flota: Permite visualizar de forma rápida la actividad de la flota completa, sus últimos movimientos, demografía y estado de conexión.

### Reportes de Pérdida
Al marcar un dispositivo como perdido en Prey, el agente instalado comienza recolectar evidencia y a enviarla al usuario en reportes periódicos. Estos buscan ayudar a identificar al ladrón, ubicar el dispositivo y asegurarse que no se ha modificado el mismo. El mismo presentará la ubicación del dispositivo, junto a sus coordenadas; fotografías utilizando las cámaras del equipo y capturas de pantalla de ser posible; información del dispositivo; redes WiFi activas cercanas; y la dirección MAC e IP del dispositivo.

## Código Fuente
El código fuente de los agentes de Prey es de código abierto, liberado bajo la licencia GNU General Public License (GPLv3). El código de la plataforma web y la infraestructura del servicio son propietarios de Prey Inc.

## Versiones
La aplicación fue escrito originalmente para Linux y Mac OS el 24 de marzo de 2009. El 19 de abril de 2009 el port para Microsoft Windows fue puesto a disposición del público. Actualmente, Prey está disponible para laptops, tabletas y móviles en los sistemas operativos macOS, Windows, Linux, Android, iOS.